# 府院君
府院君(부원군)是高丽王朝和朝鲜王朝时代国王授予外戚、宗室与有功臣号的大臣的爵位，正一品。

## 由来
高丽元宗时期，元朝征服高丽后，下令高丽官名爵号凡是与中原王朝相同的，必须予以更改。高丽尚书省、中书省被改成佥议府，枢密院改为密直司，平章事改为赞成事，国王的自称“朕”改成“孤”，诏书改成教书。根据这一命令，高丽王室宗亲和贵族的原有的公、侯、伯、子、男爵位也依次改为府院大君、府院君、君、元尹和正尹。恭愍王的反元改革中改回了部分官职名，但是并没有更改爵位名。
朝鲜王朝成立后，沿用了这套封爵系统，太祖7年曾一度把爵位改为公、侯、伯，太宗元年又改回原称。 太宗17年，太宗大王规定王妃的父亲封府院君、领敦宁府事（正一品）。
到了《经国大典》编修的世祖朝，就只有“君”与“府院君”两个爵位了。君可以是正一品至从二品，府院君只有正一品。“府院君”的称号只用于外戚、宗室和享有功臣号的大臣，其他人只能封“君”。王妃所生的嫡子改称为大君，庶子称为君。府院君（功臣）的夫人封为貞敬夫人（正一品），外戚則封為府夫人（正一品）。

## 高丽及朝鲜王朝府院君列表

### 高丽王朝
- 齊安府院大君王淑
- 江陽府院大君王鏞
- 咸寧府院大君王維
- 江陵府院大君王祺
- 德興府院君　王
- 益興府院君　王玹
- 慶昌府院君　王　（忠定王）
- 定昌府院君　王瑶 （恭让王）
- 泰安府院君　李大順
- 南陽府院君　洪奎
- 大寧府院君　崔有
- 寧越府院君　李信
- 鸡林府院君　王煦
- 海平府院君　尹碩
- 高興府院君　柳淸臣
- 化平府院君　金石堅
- 上洛府院君　金永旽
- 德城府院君　奇辙
- 定安府院君　許琮
- 永嘉府院君　權溥
- 彦陽府院君　金倫
- 寧川府院君　李凌幹
- 咸陽府院君　朴忠佐
- 慶陽府院君　盧
- 義昌府院君　卢守卿
- 漆源府院君　尹桓
- 醴泉府院君　權漢功
- 川寧府院君　李凌幹
- 福川府院君　孫洪亮
- 平海府院君　孫琦
- 吉昌府院君　權準
- 金海府院君　李齊賢
- 福昌府院君　金永煦
- 漢陽府院君　韓宗愈
- 延安府院君　印承旦
- 福安府院君　權謙
- 礪良府院君　宋瑞
- 平康府院君　蔡河中
- 曲城府院君　廉悌臣
- 高興府院君　柳濯
- 碩城府院君　印
- 五原府院君　李權
- 河城府院君　姜千裕
- 德山府院君　奇輪
- 德陽府院君　奇完者不花
- 銀城府院君　康舜龍
- 延安府院君　朴賽顔不花
- 成安府院君　元顥
- 龍成府院君　崔濡
- 寧川府院君　李凌幹
- 鷲城府院君　辛裔
- 金海府院君　李齊賢
- 柰城府院君　姜仁伯
- 彦陽府院君　金敬直
- 益城府院君　洪鐸
- 延城府院君　金玄
- 鐵城府院君　鄭世雲
- 唐城府院君　金逸逢
- 奉化府院君　柳淑
- 漢陽府院君　鄭松壽
- 寧原府院君　申小鳳
- 晉原府院君　金壽萬
- 溫陽府院君　方節
- 興安府院君　李仁復
- 益山府院君　李公遂
- 淸原府院君　慶千興
- 壽春府院君　李壽山
- 延安府院君　宋卿
- 漆原府院君　尹桓
- 星山府院君　李仁复
- 广平府院君　李仁任
- 鐵城府院君　崔莹
- 昌城府院君　曹敏修
- 公山府院君　李子松
- 丹山府院君　禹玄寶
- 南陽府院君　洪永通
- 韓山府院君　李穡
- 益阳府院君　郑梦周(追授)

### 朝鲜王朝

#### 勋臣
- 星山府院君　裴克廉（朝鲜语：배극렴）
- 奉化府院君　鄭道傳
- 安平府院君　李舒
- 醴豐府院君　權仲和
- 昌寧府院君　成石璘（朝鲜语：성석린）
- 平壤府院君　趙浚
- 晉山府院君　河崙
- 西原府院君　李居易
- 宜寧府院君　南在
- 西原府院君　韓尙敬（朝鲜语：한상경）
- 青川府院君　沈溫
- 星山府院君　李稷 (朝鮮)（朝鲜语：이직）
- 南原府院君　黃喜
- 河東府院君　鄭麟趾
- 蓬原府院君　鄭昌孫
- 晉山府院君　姜孟卿
- 高靈府院君　申叔舟
- 绫城府院君　具致寬（朝鲜语：구치관）
- 上黨府院君　韓明澮
- 南原府院君　黄守身（朝鲜语：황수신）
- 寧城府院君　崔恒
- 靑松府院君　沈澮（朝鲜语：심회）
- 信川府院君　康純（朝鲜语：강순）
- 昌寧府院君　曹錫文（朝鲜语：조석문）
- 延城府院君　朴元亨（朝鲜语：박원형）
- 河城府院君　鄭顯祖
- 仁山府院君　洪允成
- 茂松府院君　尹子雲（朝鲜语：윤자운）
- 坡平府院君　尹弼商（朝鲜语：윤필상）
- 廣陵府院君　李克培（朝鲜语：이극배）
- 宣城府院君　卢思慎（朝鲜语：노사신）
- 居昌府院君　慎承善（朝鲜语：신승선）
- 淸城府院君　韓致亨（朝鲜语：한치형）
- 文城府院君　柳洵（朝鲜语：유순 (1441년)）
- 平城府院君　朴元宗
- 永嘉府院君　金壽童（朝鲜语：김수동）
- 靑川府院君　柳順汀
- 昌山府院君　成希顏
- 光城府院君　金克成
- 益城府院君　洪彥弼（朝鲜语：홍언필）
- 坡城府院君　尹仁鏡（朝鲜语：윤인경）
- 豐城府院君　李芑
- 靑川府院君　沈連源
- 感恩府院君　尚震（朝鲜语：상진）
- 瑞原府院君　尹元衡
- 始寧府院君　柳琠（朝鲜语：유전 (1531년)）
- 寧平府院君　崔興源（朝鲜语：최흥원）
- 完平府院君　李元翼
- 豊原府院君　柳成龍
- 海原府院君　尹斗壽
- 鵝城府院君　李山海
- 寅城府院君　鄭澈
- 鰲城府院君　李恒福
- 全陽府院君　柳永慶
- 漢山府院君　李陽元
- 德平府院君　奇自獻（朝鲜语：기자헌）
- 瑞寧府院君　鄭仁弘
- 密陽府院君　朴承宗（朝鲜语：박승종）
- 海昌府院君　尹昉
- 昇平府院君　金瑬
- 完城府院君　崔鳴吉
- 益寧府院君　洪瑞鳳（朝鲜语：홍서봉）
- 洛興府院君　金自點
- 平城府院君　申景禛
- 延陽府院君　李時白（朝鲜语：이시백）
- 淸城府院君　金錫冑
- 平川府院君　申琓

#### 外戚
- 安川府院君　　韩卿，太祖神懿王后之父
- 象山府院君　康允成，太祖神德王后之父
- 月城府院君　金天瑞，定宗定安王后之父
- 骊兴府院君　　闵霁，太宗元敬王后之父
- 清川府院君　　沈温，世宗昭宪王后之父
- 花山府院君　　权专，文宗显德王后之父
- 砺良府院君　宋玹寿，端宗定顺王后之父
- 坡平府院君　　尹璠，世祖贞熹王后之父
- 西原府院君　　韩确，德宗昭惠王后之父（一妹为明成祖丽妃韩氏，明朝封光禄寺少卿）
- 上党府院君　韩明浍，睿宗章顺王后、成宗恭惠王后之父
- 清川府院君　韩伯伦，睿宗安顺王后之父
- 铃原府院君　　尹壕，成宗贞显王后之父
- 咸安府院君　尹起畎，成宗废妃尹氏之父
- 居昌府院君　慎承善，燕山君居昌郡夫人之父
- 益昌府院君　慎守勤，中宗端敬王后之父
- 坡原府院君　尹汝弼，中宗章敬王后之父
- 坡山府院君　尹之任，中宗文定王后之父
- 锦城府院君　　朴墉，仁宗仁圣王后之父
- 青陵府院君　　沈钢，明宗仁顺王后之父
- 潘城府院君　朴应顺，宣祖懿仁王后之父
- 延兴府院君　金悌男，宣祖仁穆王后之父
- 文阳府院君　柳自新，光海君文城府夫人之父
- 绫安府院君　具思孟，元宗仁献王后之父
- 西平府院君　韩浚谦，仁祖仁烈王后之父
- 汉原府院君　赵昌远，仁祖庄烈王后之父
- 新丰府院君　　张维，孝宗仁宣王后之父
- 清风府院君　金佑明，显宗明圣王后之父
- 光城府院君　金万基，肃宗仁敬王后之父
- 骊阳府院君　闵维重，肃宗仁显王后之父
- 玉山府院君　　张炯，肃宗玉山府大嫔之父
- 庆恩府院君　金柱臣，肃宗仁元王后之父
- 青恩府院君　　沈浩，景宗端懿王后之父
- 咸原府院君　鱼有龟，景宗宣懿王后之父
- 达城府院君　　徐悌，英祖贞圣王后之父
- 鳌兴府院君　金汉耉，英祖贞纯王后之父
- 豊陵府院君　赵文命，真宗孝纯王后之父
- 永豊府院君　洪凤汉，庄祖献敬王后之父
- 清原府院君　金时默，正祖孝懿王后之父
- 永安府院君　金祖淳，纯组纯元王后之父
- 丰恩府院君　赵万永，翼宗神贞王后之父
- 永兴府院君　金祖根，宪宗孝显王后之父
- 益丰府院君　洪在龙，宪宗孝定王后之父
- 永恩府院君　金汶根，哲宗哲仁王后之父
- 骊城府院君　闵致禄，高宗明成皇后之父
- 骊恩府院君　闵台镐，纯宗纯明皇后之父
- 海丰府院君　尹泽荣，纯宗纯贞皇后之父

1. ↑  《太祖实录》太祖七年九月初一日：“始以親王子爲公, 諸宗親爲侯, 正一品爲伯。”
2. ↑  《太宗实录》太宗元年正月二十五日：“革公侯伯之號。 以不可僭擬中國故也。”